# 디스커버리 피트&헬스
디스커버리 라이프는 미국 디스커버리 채널 계열의 방송국으로, 건강 관련 프로그램을 송출한다.

## 연혁
2011년 디스커버리 헬스 채널과 피트 TV가 합쳐져서 출범하였다.
2015년 현재의 디스커버리 라이프로 변경되었다.

## 채널 번호
- AT&T U-verse-466번
- 버라이즌 FiOS-163번
- DirecTV-261번
- 디시 네트워크-101번

## 특이사항
- 다른 IPTV와는 다르게 Sky Angel에서는 송출되지 않는 채널 중 하나이다.